# Cornelis Ketel

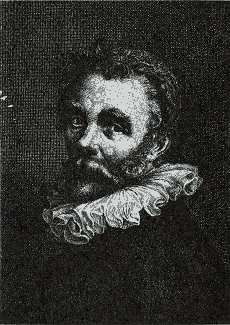
Cornelis Ketel.

Cornelis Ketel, född 18 mars 1548, död 8 augusti 1616, var en holländsk porträttmålare.
Ketel var mestadels verksam i Amsterdam, vars Rijksmuseum bevarar hans stora skyttegillebild av 1588, men uppehöll sig också i Frankrike och England. Som porträttmålare var han en föregångare till Frans Hals och Rembrandt.